# Ріо-Ком'юнітіс (Нью-Мексико)
Ріо-Ком'юнітіс (англ. Rio Communities) — місто (англ. city) в США, в окрузі Валенсія штату Нью-Мексико. Населення — 4926 осіб (2020).

## Географія
Ріо-Ком'юнітіс розташоване за координатами 34°38′27″ пн. ш. 106°42′20″ зх. д. / 34.64083° пн. ш. 106.70556° зх. д. (34.640756, -106.705446).  За даними Бюро перепису населення США в 2010 році місто мало площу 16,24 км², з яких 16,22 км² — суходіл та 0,03 км² — водойми. В 2017 році площа становила 19,95 км², з яких 19,93 км² — суходіл та 0,02 км² — водойми.

## Демографія
Згідно з переписом 2010 року, у переписній місцевості мешкали 4723 особи в 1996 домогосподарствах у складі 1318 родин. Густота населення становила 291 особа/км².  Було 2140 помешкань (132/км²).
Расовий склад населення:
| - 83,4 % — білих - 2,3 % — чорних або афроамериканців - 1,7 % — корінних американців - 0,5 % — азіатів - 9,1 % — осіб інших рас |

До двох чи більше рас належало 3,0 %. Частка іспаномовних становила 46,2 % від усіх жителів.
За віковим діапазоном населення розподілялося таким чином: 23,0 % — особи молодші 18 років, 53,5 % — особи у віці 18—64 років, 23,5 % — особи у віці 65 років та старші. Медіана віку мешканця становила 46,2 року. На 100 осіб жіночої статі у переписній місцевості припадало 89,6 чоловіків;  на 100 жінок у віці від 18 років та старших — 84,7 чоловіків також старших 18 років.
Середній дохід на одне домашнє господарство  становив 56 637 доларів США (медіана — 38 633), а середній дохід на одну сім'ю — 57 335 доларів (медіана — 45 320). Медіана доходів становила 34 213 долари для чоловіків та 28 008 доларів для жінок. За межею бідності перебувало 13,4 % осіб, у тому числі 29,7 % дітей у віці до 18 років та 8,8 % осіб у віці 65 років та старших.
Цивільне працевлаштоване населення становило 1654 особи. Основні галузі зайнятості: освіта, охорона здоров'я та соціальна допомога — 23,3 %, роздрібна торгівля — 14,1 %, будівництво — 12,4 %.